# Charles Billings
Charles W. Billings (* 26. November 1866 in Eatontown; † 13. Dezember 1928 in Deal) war ein US-amerikanischer Sportschütze.

## Erfolge
Charles Billings, der Mitglied im New York Athletic Club war, nahm an den Olympischen Spielen 1912 in Stockholm im Trap teil. Im Mannschaftswettbewerb belegte er mit der US-amerikanischen Mannschaft vor Großbritannien und Deutschland den ersten Platz. Mit insgesamt 532 Punkten und damit 21 Punkten Vorsprung hatten sich die Amerikaner, deren Team neben Billings noch aus Frank Hall, James Graham, Edward Gleason, Ralph Spotts und John Hendrickson bestand, die Goldmedaille gesichert. Billings war mit 93 Punkten der zweitbeste Schütze der Mannschaft. In der Einzelkonkurrenz belegte er mit 14 Punkten den 42. Platz, nachdem er in der ersten Runde auf 20 Ziele nicht die Qualifikation für die zweite Runde geschafft hatte.
Von 1920 bis zu seinem Tod 1928 war Billings der erste Bürgermeister von Oceanport.